# Serie Tp42
La serie 42 di siluri leggeri svedesi da 400mm è stata prodotta a partire dal 1976. Questa serie di siluri ha seguito la precedente, denominata Tp41; la nuova generazione, partita col modello Tp42, è proseguita con il Tp422, poi il Tp 423, Tp 427 ed infine il Tp432. Esse sono armi prodotte dalla FFV e hanno la caratteristica di essere filoguidate per ottenere un cono di ricerca nelle difficili condizioni date dai bassi fondali del mar Baltico; inoltre sono dotate di una testa di ricerca autonoma e di una velocità a scelta tra i 25 nodi che garantiscono i 20 km di gittata e una velocità massima con percorrenza inferiore.

## Versioni
A parità di modello, la lunghezza variava da 2,44 m a 2,62 m in base alla presenza o meno del dispensatore di cavo, che conteneva vari chilometri di cavo guida per il comando a distanza; la versione da elicottero ne era priva in quanto non si può controllare un siluro via cavo da un mezzo aereo, poiché lo stesso cavo andrebbe in tensione strappandosi. L'arma è provvista di innesco da impatto e sensore di prossimità.
- Il Tp422, pesante 298kg, è la versione entrata in linea nel 1983, destinata all'uso da elicotteri, ha un migliore processore di segnale[1].
- Il Tp423 è dotato di caratteristiche per navi di superficie
- Il Tp427 è un modello da esportazione che incorpora tecnologie del siluro Tp627, pesa 310kg ed è lungo 3,6m[1]. Ne esisteva una speciale versione "da incidente", utilizzabile per forzare un sottomarino all'emersione senza conseguenze letali, che fu sviluppata a fronte delle continue intrusioni di unità sovietiche, come quella che diede luogo all'incidente, noto in Occidente come Whiskey on the rocks (gioco di parole tra quanto avvenne e l'omonimo modo di servire il whiskey col ghiaccio), che il 27 ottobre 1981, vide incagliarsi il sottomarino sovietico della Classe Whiskey S-363 sulle rocce all'interno di un'area militare della base navale svedese di Karlskrona[2], in una delle frequenti violazioni delle acque territoriali svedesi che avvenivano in quel periodo[3].
- Il Tp432 è una versione avanzata, entrata in servizio nei tardi anni '80, con una velocità tripla e un calcolatore digitale per migliorare la processazione dei segnali, mentre la versione export è nota come Tp43XO. Le velocità possibili erano 15, 25, 35 nodi con rispettive portate di 30, 20, 10 km.